# Adrian Rus
Adrian Rus (Satu Mare, 18 marzo 1996) è un calciatore rumeno, difensore del Pisa e della nazionale rumena.

## Caratteristiche tecniche
Rus è un difensore centrale, in grado di agire da terzino destro o mediano davanti alla difesa.

## Carriera

### Club
Muove i suoi primi passi nelle giovanili dell'Olimpia Satu Mare. Nel marzo del 2015, nel corso di una partita, Rus è svenuto in campo. Nonostante si fosse trattato di una cosa non allarmante, i medici gli sconsigliarono di continuare a giocare. Grazie alle origini della madre – ungherese di nascita – ha svolto le visite mediche nel Paese magiaro e nel 2015 viene tesserato dal Fehérgyarmat, nella terza serie ungherese.
Dopo essersi messo in evidenza con il Sepsi, il 25 giugno 2019 viene tesserato dal Fehérvár. Il 27 agosto 2020 esordisce nelle competizioni europee contro il Bohemians, incontro preliminare – vinto 5-3 dopo i calci di rigore – valido per l'accesso alla fase a gironi di UEFA Europa League.
Il 1º agosto 2022 viene acquistato dal Pisa, in Serie B.
Il 14 agosto 2023, dopo aver trovato poco spazio con i nerazzurri, viene ceduto in prestito ai ciprioti del Pafos.
L'estate successiva, non viene riscattato dal club e fa così ritorno in Toscana, dove viene utilizzato con continuità dal suo allenatore, Filippo Inzaghi. Il 31 gennaio 2025, in occasione della vittoria in trasferta contro il Palermo per 1-2, segna su calcio di rigore la sua prima rete italiana.

### Nazionale
Dopo aver partecipato agli Europei 2019 con la selezione Under-21, l'8 settembre 2019 esordisce con la nazionale maggiore in Romania-Malta (1-0), partita di qualificazione agli Europei 2020. Il 20 novembre 2022 segna la sua prima rete in nazionale in amichevole contro la Moldavia (0-5). Nel giugno 2024 viene convocato dal CT Edward Iordănescu per il campionato d'Europa 2024 in Germania.

## Statistiche

### Presenze e reti nei club
Statistiche aggiornate al 13 maggio 2025.
| Stagione             | Squadra              | Campionato           | Campionato | Campionato | Coppe nazionali | Coppe nazionali | Coppe nazionali | Coppe continentali | Coppe continentali | Coppe continentali | Altre coppe | Altre coppe | Altre coppe | Totale | Totale |
| Stagione             | Squadra              | Comp                 | Pres       | Reti       | Comp            | Pres            | Reti            | Comp               | Pres               | Reti               | Comp        | Pres        | Reti        | Pres   | Reti   |
| -------------------- | -------------------- | -------------------- | ---------- | ---------- | --------------- | --------------- | --------------- | ------------------ | ------------------ | ------------------ | ----------- | ----------- | ----------- | ------ | ------ |
| 2014-2015            | Olimpia Satu Mare    | L3                   | 25         | 0          | CR              | 0               | 0               | -                  | -                  | -                  | -           | -           | -           | 25     | 0      |
| 2015-feb. 2016       | Fehérgyarmat         | NB III               | 14         | 0          | CU              | 0               | 0               | -                  | -                  | -                  | -           | -           | -           | 14     | 0      |
| feb.-giu. 2016       | Balmazújváros        | NB II                | 2          | 0          | CU              | -               | -               | -                  | -                  | -                  | -           | -           | -           | 2      | 0      |
| 2016-2017            | Balmazújváros        | NB II                | 29         | 1          | CU              | 1               | 0               | -                  | -                  | -                  | -           | -           | -           | 30     | 1      |
| 2017-2018            | Balmazújváros        | NB I                 | 30         | 2          | CU              | 4               | 0               | -                  | -                  | -                  | -           | -           | -           | 34     | 2      |
| Totale Balmazújváros | Totale Balmazújváros | Totale Balmazújváros | 61         | 3          |                 | 5               | 0               |                    | -                  | -                  |             | -           | -           | 66     | 3      |
| 2018-2019            | Sepsi                | L1                   | 12+2       | 0          | CR              | 2               | 1               | -                  | -                  | -                  | -           | -           | -           | 16     | 1      |
| 2019-2020            | Fehérvár             | NB I                 | 11         | 0          | CU              | 3               | 0               | UEL                | 0                  | 0                  | -           | -           | -           | 14     | 0      |
| 2020-2021            | Fehérvár             | NB I                 | 20         | 1          | CU              | 6               | 0               | UEL                | 1                  | 0                  | -           | -           | -           | 27     | 1      |
| 2021-2022            | Fehérvár             | NB I                 | 26         | 0          | CU              | 2               | 0               | UECL               | 0                  | 0                  | -           | -           | -           | 28     | 0      |
| ago. 2022            | Fehérvár             | NB I                 | 0          | 0          | CU              | 0               | 0               | UECL               | 1                  | 1                  | -           | -           | -           | 1      | 1      |
| Totale MOL Fehérvár  | Totale MOL Fehérvár  | Totale MOL Fehérvár  | 57         | 1          |                 | 11              | 0               |                    | 2                  | 1                  |             | -           | -           | 70     | 2      |
| ago. 2022-2023       | Pisa                 | B                    | 16         | 0          | CI              | 0               | 0               | -                  | -                  | -                  | -           | -           | -           | 16     | 0      |
| 2023-2024            | Pafos                | A                    | 16+8       | 2          | CC              | 5               | 0               |                    | -                  | -                  | -           | -           | -           | 29     | 2      |
| 2024-2025            | Pisa                 | B                    | 25         | 2          | CI              | 1               | 0               | -                  | -                  | -                  | -           | -           | -           | 26     | 2      |
| Totale Pisa          | Totale Pisa          | Totale Pisa          | 41         | 2          |                 | 1               | 0               |                    | -                  | -                  |             | -           | -           | 42     | 2      |
| Totale carriera      | Totale carriera      | Totale carriera      | 226+10     | 8          |                 | 24              | 1               |                    | 2                  | 1                  |             | -           | -           | 262    | 10     |

### Cronologia presenze e reti in nazionale
| Cronologia completa delle presenze e delle reti in nazionale ― Romania | Cronologia completa delle presenze e delle reti in nazionale ― Romania | Cronologia completa delle presenze e delle reti in nazionale ― Romania | Cronologia completa delle presenze e delle reti in nazionale ― Romania | Cronologia completa delle presenze e delle reti in nazionale ― Romania | Cronologia completa delle presenze e delle reti in nazionale ― Romania | Cronologia completa delle presenze e delle reti in nazionale ― Romania | Cronologia completa delle presenze e delle reti in nazionale ― Romania |
| Data                                                                   | Città                                                                  | In casa                                                                | Risultato                                                              | Ospiti                                                                 | Competizione                                                           | Reti                                                                   | Note                                                                   |
| ---------------------------------------------------------------------- | ---------------------------------------------------------------------- | ---------------------------------------------------------------------- | ---------------------------------------------------------------------- | ---------------------------------------------------------------------- | ---------------------------------------------------------------------- | ---------------------------------------------------------------------- | ---------------------------------------------------------------------- |
| 8-9-2019                                                               | Ploiești                                                               | Romania                                                                | 1 – 0                                                                  | Malta                                                                  | Qual. Euro 2020                                                        | -                                                                      |                                                                        |
| 12-10-2019                                                             | Tórshavn                                                               | Fær Øer                                                                | 0 – 3                                                                  | Romania                                                                | Qual. Euro 2020                                                        | -                                                                      | 39’                                                                    |
| 15-10-2019                                                             | Bucarest                                                               | Romania                                                                | 1 – 1                                                                  | Norvegia                                                               | Qual. Euro 2020                                                        | -                                                                      |                                                                        |
| 15-11-2019                                                             | Bucarest                                                               | Romania                                                                | 0 – 2                                                                  | Svezia                                                                 | Qual. Euro 2020                                                        | -                                                                      |                                                                        |
| 18-11-2019                                                             | Madrid                                                                 | Spagna                                                                 | 5 – 0                                                                  | Romania                                                                | Qual. Euro 2020                                                        | -                                                                      |                                                                        |
| 6-6-2021                                                               | Ploiești                                                               | Inghilterra                                                            | 1 – 0                                                                  | Romania                                                                | Amichevole                                                             | -                                                                      | 84’                                                                    |
| 2-9-2021                                                               | Reykjavík                                                              | Islanda                                                                | 0 – 2                                                                  | Romania                                                                | Qual. Mondiali 2022                                                    | -                                                                      | 88’                                                                    |
| 5-9-2021                                                               | Bucarest                                                               | Romania                                                                | 2 – 0                                                                  | Liechtenstein                                                          | Qual. Mondiali 2022                                                    | -                                                                      |                                                                        |
| 8-10-2021                                                              | Amburgo                                                                | Germania                                                               | 2 – 1                                                                  | Romania                                                                | Qual. Mondiali 2022                                                    | -                                                                      |                                                                        |
| 14-11-2021                                                             | Vaduz                                                                  | Liechtenstein                                                          | 0 – 2                                                                  | Romania                                                                | Qual. Mondiali 2022                                                    | -                                                                      |                                                                        |
| 25-3-2022                                                              | Bucarest                                                               | Romania                                                                | 0 – 1                                                                  | Grecia                                                                 | Amichevole                                                             | -                                                                      | 88’                                                                    |
| 29-3-2022                                                              | Netanya                                                                | Israele                                                                | 2 – 2                                                                  | Romania                                                                | Amichevole                                                             | -                                                                      | 80’ 84’                                                                |
| 4-6-2022                                                               | Podgorica                                                              | Montenegro                                                             | 2 – 0                                                                  | Romania                                                                | UEFA Nations League 2022-2023 - 1º turno                               | -                                                                      |                                                                        |
| 7-6-2022                                                               | Zenica                                                                 | Bosnia ed Erzegovina                                                   | 1 – 0                                                                  | Romania                                                                | UEFA Nations League 2022-2023 - 1º turno                               | -                                                                      | 74’                                                                    |
| 23-9-2022                                                              | Helsinki                                                               | Finlandia                                                              | 1 – 1                                                                  | Romania                                                                | UEFA Nations League 2022-2023 - 1º turno                               | -                                                                      | 41’                                                                    |
| 26-9-2022                                                              | Bucarest                                                               | Romania                                                                | 4 – 1                                                                  | Bosnia ed Erzegovina                                                   | UEFA Nations League 2022-2023 - 1º turno                               | -                                                                      | 83’                                                                    |
| 20-11-2022                                                             | Chișinău                                                               | Moldavia                                                               | 0 – 5                                                                  | Romania                                                                | Amichevole                                                             | 1                                                                      |                                                                        |
| 15-10-2023                                                             | Bucarest                                                               | Romania                                                                | 4 – 0                                                                  | Andorra                                                                | Qual. Euro 2024                                                        | -                                                                      | 46’                                                                    |
| 18-11-2023                                                             | Felcsút                                                                | Israele                                                                | 1 – 2                                                                  | Romania                                                                | Qual. Euro 2024                                                        | -                                                                      | 87’                                                                    |
| 4-6-2024                                                               | Bucarest                                                               | Romania                                                                | 0 – 0                                                                  | Bulgaria                                                               | Amichevole                                                             | -                                                                      | 69’                                                                    |
| 17-6-2024                                                              | Monaco di Baviera                                                      | Romania                                                                | 3 – 0                                                                  | Ucraina                                                                | Euro 2024 - 1º turno                                                   | -                                                                      | 75’                                                                    |
| 26-6-2024                                                              | Francoforte sul Meno                                                   | Slovacchia                                                             | 1 – 1                                                                  | Romania                                                                | Euro 2024 - 1º turno                                                   | -                                                                      | 86’                                                                    |
| Totale                                                                 |                                                                        | Presenze                                                               | 22                                                                     |                                                                        | Reti                                                                   | 1                                                                      |                                                                        |

## Palmarès

### Club

#### Competizioni nazionali
- Coppa di Cipro: 1

Pafos: 2023-2024